# 崔勉洙
崔 勉洙（チェ・ミョンス、朝鮮語: 최면수、1886年または1887年1月21日 - 没年不詳）は、日本統治時代の朝鮮の独立運動家、大韓民国の政治家。第2代韓国国会議員。本貫は和順崔氏。

## 経歴
忠清北道報恩郡出身。普成専門学校（現・高麗大学校）法科中退または卒業。韓人東洋義兵隊参謀を務めた後、1950年の第2代総選挙では大韓国民党の候補として当選した。
没年不明だが、1963年1月の再建党結党時点ではまだ生きていた。

## エピソード
カイゼル髭と高声の発言が有名。